# エフエム萩
エフエム萩（エフエムはぎ）は、山口県萩市を放送エリアとするコミュニティFM局。ステーションネームはFM NANAKO（エフエム・ナナコ）。

## 概要
1996年8月8日に、エフエムふくやま（レディオBINGO・広島県福山市）と同日に、中国地方最初のコミュニティFM局として開局した。
自社制作番組とJ-WAVEの番組を中心に編成しており、24時間編成である（かつては毎日6:00起点、24:00放送終了という体制）。
地元のケーブルテレビ局である萩ケーブルネットワーク（Hcn） → 萩テレビと関係が深く（ただし資本関係は強くない）、通信センター（Hcn旧社屋）の中にFM NANAKOのスタジオがあり、自社製作番組の製作を委託している。
また、ケーブルテレビを通じて配信もしているため、地上波で受信が出来なくても、ケーブルを介して受信できる。
埼玉県朝霞市にある「コミュニティシェアFM」も同じ周波数で「ナナコライブリーエフエム」（通称：ナナコ）とよく似た愛称を用いるが、特に関係性はない。

## 放送番組
J-WAVE配信の一部の放送には番組飛び乗り・飛び降りがあり、フェードイン・フェードアウトさせる。また、オープニング後とクロージング前は必ず飛び乗り・飛び降りが発生していた。
なお、2008年11月からはJ-WAVEの完全サイマルにより24時間放送を開始した。
また各コミュニティFMからの番組購入も増えている。
（以降の参考は下記番組表に基づく）
- FM NANAKO Timetable WEEKDAY
- FM NANAKO Timetable WEEKEND
- FM NANAKO Original Program

- 自社制作番組（ワイド番組）（ワイド番組の「モーニング」「イブニング」は当初は英語表記）
  - 平日 9:00 - 10:00　モーニング775・・・開始当初は09:00 - 10:00、2017年9月までは08:00 - 10:00の放送、2017年10月から2018年10月は8:00 - 11:00の放送。
  - 平日 14:00 - 16:50　アフタヌーン775・・・開始当初は12:00 - 12:50の放送。その後11:00 - 12:50に拡大したが、朝ワイド拡大の煽りで2017年9月でいったん終了。2018年11月の改編で約3時間のワイド番組として放送再開。

- 自社制作番組（その他の番組、ショートプログラム）
  - 情報ウェーブ萩・・・平日 8:50、12:50、16:50からそれぞれ10分間放送の萩市政だより
  - 音楽番組（775オリジナルサウンド）
  - 月曜 17:00 - 17:30　夢色気流（2018年10月まで月曜 19:00 - 19:30）
  - 第2木曜 17:00 - 17:33　ヒョンビンにポゴシポヨ!
  - 第4木曜 17:03 - 17:33　#オトブラリ
  - 第1・3木曜 17:33 - 18:00　DJ NOBIのぷらぷら木曜日
  - 第2木曜 17:33 - 18:00　お部屋タイム
  - 金曜 15:20 - 15:50　ショウイン先生のいらっしゃい
  - 金曜 18:00 - 19:00　FM775 WEKEND MIC
  - 金曜 19:00 - 20:00　ショーン伊澤のミリオンパイプ（不定期）
  - 土曜 17:00 - 18:00　モアイの気楽に行こう!（開局当初から続く番組）

- 放送終了した番組
  - 775モーニング・サウンド・セレクション（オリジナルサウンドとは別種の音楽番組）
  - ワーク・ガイド・スクランブル→Update Scramble
  - 775deボナペティ!
  - 萩国際大学キャンパス通信
  - めざせアニソンマスター
  - おはなしのラジオはじまるよ
  - イブニング775・・・開始当初は17:00 - 18:00までの放送。2017年9月までは17:00 - 19:00の放送。2017年10月から2018年10月は16:00 - 18:50の放送であったが、11月の改編で終了し、昼ワイドに統合。
  - 775ホリデーワイド・・・開局以来土日の10:00 - 12:00に放送された。日曜の当該時間帯は『775ホリデーワイド COME COME SUNDAY』、土曜は13:05 - 14:30に『775ホリデーワイド・775 Dive To J-pops』としても放送されたが2018年11月改編で終了。
  - 週間!本庄強
  - 山崎千加代のドリームステーション
  - 岩澤居待 happy-go-lucky（一部コミュニティFMへネット）
  - 気軽にクラシック
  - 洋楽倶楽部

- J-WAVEネット番組（飛び乗り飛び降りのあるもののみ）
  - （MON - THU）J-WAVE TOKYO MORNING RADIO／（FRI）〜JK RADIO〜TOKYO UNITED　（8:50で飛び降り）
  - （FRI）ALL GOOD FRIDAY　（12:00から飛び乗り、12:42 - 13:00は中断、13:52飛び降り）
  - （MON - THU）STEP ONE（12:00から飛び乗り、12:42で飛び降り）
  - （MON - THU）GOOD NEIGHBORS　（13:52で飛び降り）
  - （MON - THU）GROOVE LINE／（FRI）GOLD RUSH　（18:00から飛び乗り）
  - （4th THU）SONAR MUSIC（22:00でいったん飛び降り、23:00に再び飛び乗り）
  - （SAT）RADIO DONUTS（11:52で飛び降り）
  - （SUN）ACROSS THE SKY（11:52で飛び降り）

- 他コミュニティFM・制作会社ネット番組
  - ジェイクランプ制作
    - ジンケトリオ
    - 弁護士奥山倫行のロック裁判所
    - 山田祐子のRAYS（レイズ）カラーでHappy Life!

  - エフエムおびひろ制作
    - SPACE SHOWER RADIO ＜再放送実施＞

  - 調布エフエム放送制作
    - スターダスト・レビューの星になるまで
    - つと☆ケンのPop’n Roll Pops

  - かつしかFM制作
    - ロッキンスター 本当に星になったアーティスト達
    - 堀江淳のファインミュージックアワー＜再放送実施＞
    - The Beatles Lover No.5 ＜再放送実施＞
    - 夜ドン!〜夜は行け行け！ド～ンと歌謡曲〜

  - レインボータウンエフエム放送制作
    - ミュージックデリバリー

  - FMしろいし制作
    - チェンバリスト明楽みゆきの浪漫紀行
    - 栞寧のよわむしラジオ

  - FMピッカラ制作
    - だぁくろの「夢よ急げ!～THE ALFEE 全曲紹介ラジオ」

  - 八王子FM制作
    - 今井宏美のYOU＆I

  - たかはぎFM制作
    - 旅するK-POP

  - 湘南マジックウェイブ制作
    - 宮治淳一のOUR HIT PARADE

  - さくらFM制作
    - DJ　NOBBY's Tokyo LIVE!

  - FM熱海湯河原制作
    - ひろこの音部屋＜再放送実施＞

  - ラジオ関西制作
    - のどかけんの「我ら歌仲間」

  - しゅうなんFM制作
    - みすゞさんと明るいほうへ - 2021年4月放送開始。ミュージックバードforコミュニティFMゾーンで2023年10月から全国放送しているが、本局では未ネット。＜再放送実施＞

  - 快適生活ラジオショッピング

- - 放送終了したネット番組
    - 反畑誠一の音楽ミュージアム→反畑誠一のTHE BIG TIME（リピート放送も実施した）※『反畑誠一の音楽ミュージアム』はMUSIC BIRDで放送が復活しているがNANAKOでは未放送
    - hot pot Kiroro
    - 晴れ晴れ!ハローショッピング（エーエフシー制作）
    - 声の便り 被災地と全国の声の架け橋（ネットラジオ i-RADIO制作）
    - VOXRAYのスポーツ・ボガーン!
    - 農といえるニッポン!（エフエム世田谷制作）
    - 防災・危機管理番組　大学生が防災ラジオ、はじめました。（ジェイクランプ制作）
    - 演劇集団キャラメルボックス温井摩耶の落語の時間ですよ!（同上、かつしかFMキーステーション）
    - 桑田靖子 JOYFUL PASSPORT（調布エフエム制作）
    - アントキの猪木 わっしょい!JAPAN（同上）
    - LIFEバラエティ番組 岬まきのキラッと☆セレクション（FM IS みらいずステーション制作）
    - オネスティー・ルーム（かつしかFM制作制作）
    - 梶木敏己のラジオブロードウェイ（同上）
    - まきかよの「仕事帰りのピーパー横丁」（同上）
    - LIFEバラエティ番組 岬まきのキラッと☆セレクション（FM IS みらいずステーション制作）

## オープニング・クロージング・ジングル
（終夜放送開始以前）オープニング・クロージングは各1分間。英語によりコメントが流れていき、フェードアウト。エンディング後は無音。
ジングルは放送中にいたるところで流れる。

J-WAVE番組ネット後自社番組に移るとき、自社番組からJ-WAVE番組ネットに移るときなどに流れる。日本語バージョンが3タイプ、英語バージョンが3タイプある。
英語ヴァージョンは、局のホームページにも載っている「HAGI's number one station JOZZ8AB-FM NANAKO.」というものが入る。

日本語ヴァージョンは、「地域密着情報ナビ。エフエム萩は77.5MHzです。」というものが入る。

## パーソナリティ
萩ケーブルネットワークの社員である為、HcnとNANAKOの両方に出演する例がある。
- FM NANAKO PERSONALITY

## 特別番組
（旧）萩市内で大きなイベントがある場合、通常番組を返上したり、J-WAVEからのサイマルネット時間を短縮するなどして特別編成を組むことがあるほか、毎年お正月は特番を放送する。
- FM NANAKO NEWYEAR SPECIAL

1月1日。12:00〜14:00に編成される。J-WAVEでは土日にならない限り正月特番が放送されるが、この時間はネットを休む。また自社番組は休止される。12:00スタートなのは、2010年正月まで「アフタヌーン775」が12:00スタートだったためである。2011年以降は不明。
- 萩夏まつり特番

8月1日。この日は特に客数の増える「萩・日本海大花火大会」が催されるため、18:00頃 -22:00頃まで断続的に交通情報や街の様子をレポートする特番が放送される。
2010年度、8月1日は、19:30 - 21:30まで交通情報と花火大会の中継をする特番、8月2日・3日は、イブニング775を1時間拡大して放送する。
2015年度、8月1日は、19:30 - 21:30で会場の様子をそのままサテライト中継、2日は日曜のため18:00 - 19:30で特別番組、3日は17:00 - 19:00のイブニング775を内容変更した。
- 萩城下町マラソン実況生中継スペシャル

12月第2日曜日。この日は萩市内に交通規制が敷かれることもあり、J-WAVEの番組の切り替わりの9:00〜13:00の枠を使って交通情報や萩ウェルネスパークからのレポート、ランナーの情報を伝える。なお、13:00を過ぎることもあり、その場合は特番を続行。「このあと1時○分からは番組の途中からですが「TOKIO HOT 100」をお楽しみください」といってからJ-WAVEに接続する。14:00を過ぎることはない。